# Березкін Євген Сергійович
Євген Сергійович Березкін (біл. Яўген Сяргеевіч Бярозкін, нар. 5 липня 1997, Вітебськ, Білорусь) — білоруський футболіст, півзахисник клубу БАТЕ та молодіжної збірної Білорусі.

## Клубна кар'єра
Вихованець футбольного клубу «Вітебськ», розпочав кар'єру в складі фарм-клубу «Вітебськ-2» у Другій лізі. У 2013 році перейшов в новополоцький «Нафтан», де став виступати за дубль. У грудні стало відомо, що інтерес до Березкіна розпочав проявляти московський «Спартак», але Євген залишився в Новополоцьку.
У сезоні 2014 року міцно виступав за дублюючий склад «Нафтан». 9 листопада 2014 року дебютував у Вищій лізі, вийшовши на заміну на 84-ій хвилині матчу проти БАТЕ (0:4). У сезоні 2015 року став частіше з'являтися на полі в основній команді, в тому числі й у стартовому складі. У сезоні 2016 року став гравцем основного складу і провів 28 з 30-ти матчів чемпіонату Білорусі.
1 грудня 2016 року підписав контракт з борисівським БАТЕ. У першій половині сезону 2017 року був основним футболістом борисовчан, проте згодом поступово втратив своє місце в першій команді. Наступного сезону грав нерегулярно, а в червні та липні на футбольне поле не виходив через травми. У березні 2019 року продовжив контракт з БАТЕ.

### Статистика
| Сезон | Дивізіон | Клуб       | Країна   | Матчі | Голи |
| ----- | -------- | ---------- | -------- | ----- | ---- |
| 2012  | Д3       | Вітебськ-2 | Білорусь | 5     | 0    |
| 2014  | Д1       | Нафтан     | Білорусь | 1     | 0    |
| 2015  | Д1       | Нафтан     | Білорусь | 8     | 0    |
| 2016  | Д1       | Нафтан     | Білорусь | 28    | 2    |
| 2017  | Д1       | БАТЕ       | Білорусь | 11    | 0    |
| 2018  | Д1       | БАТЕ       | Білорусь | 13    | 2    |

## Кар'єра в збірній
У 2014 році грав за юнацьку збірну Білорусі (U-19) в кваліфікаційному раунді чемпіонату Європи.
10 серпня 2016 року дебютував у молодіжній збірній Білорусі у товариському матчі проти Молдови (1:1). У 2017 році зіграв за молодіжну збірну Білорусі (до 21) в матчі кваліфікаційного раунду чемпіонату Європи проти молодіжної збірної Сан-Марино (U-21).
12 червня 2017 року дебютував за національну збірну Білорусі, вийшовши на заміну в другому таймі товариського матчу проти Нової Зеландії (1:0)

## Досягнення
БАТЕ
- Білоруська футбольна вища ліга
  -  Чемпіон (2): 2017, 2018
- Суперкубок Білорусі
  -  Володар (1): 2017
- Кубок Білорусі
  -  Володар (1): 2020

Лієпая
- Кубок Латвії
  -  Володар (1): 2020